# Ames Research Center

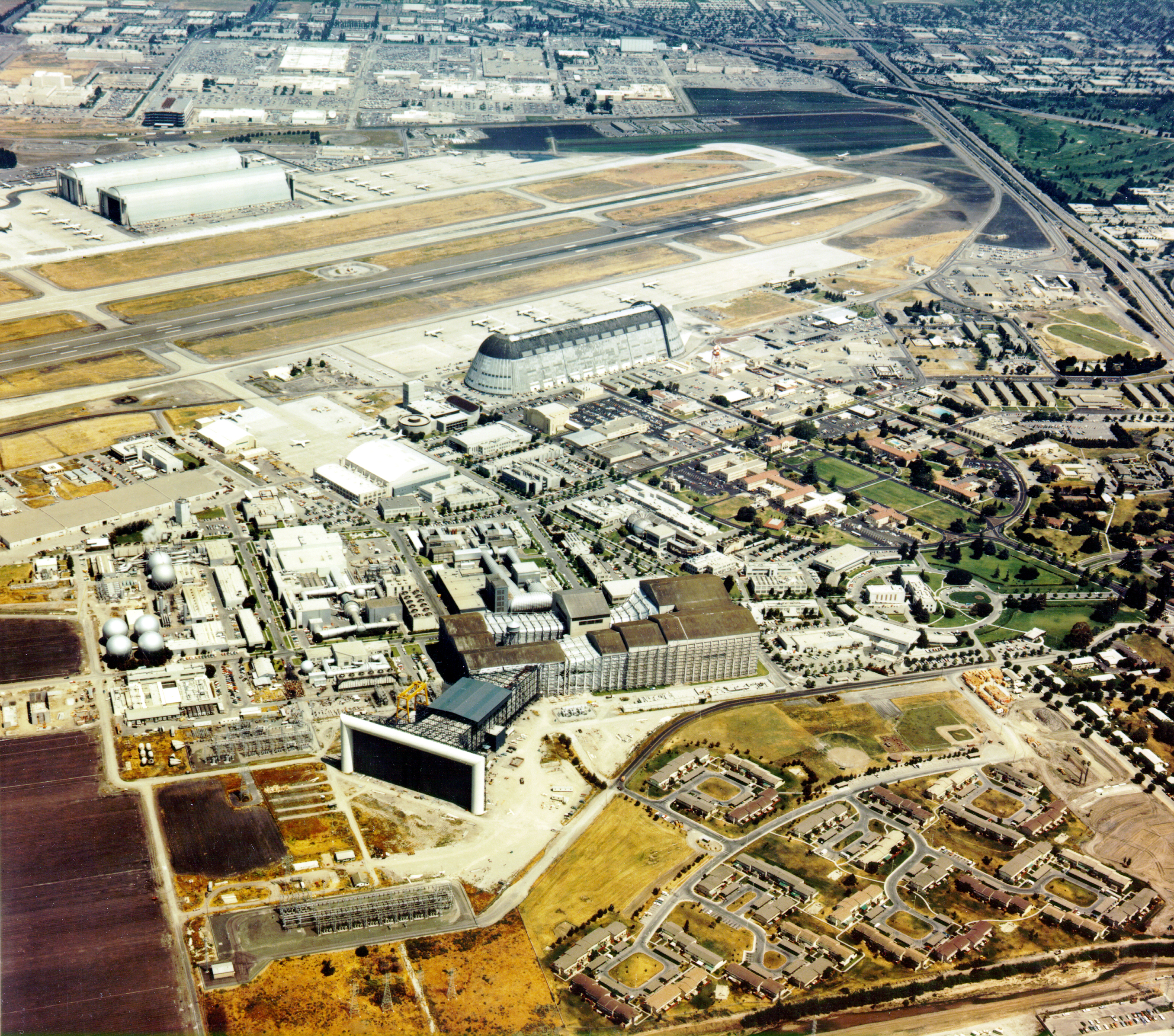
Luchtfoto van het onderzoekscentrum en het vliegveld

Het Ames Research Center (ARC) is een groot onderzoekscentrum van het Amerikaanse ruimtevaart-agentschap National Aeronautics and Space Administration (NASA). Het onderzoeksinstituut is gevestigd op de terreinen van het Moffett Field, een vliegveld nabij Mountain View in Santa Clara County (Californië).
Het ARC ondersteunt veel NASA-missie's en is leidinggevend in verschillende domeinen, zoals onderzoek naar astrobiologie, supercomputers en technologieën voor het Constellationprogramma. Daarnaast dient het centrum als mission control center (vluchtleidingscentrum) voor prominente missies als de Kepler-missie, LCROSS en SOFIA. Er werken zo'n 2.300 onderzoekers. De directeur van het Ames Research Center is (anno 2018) Eugene Tu.
Het werd op 20 december 1939 opgericht als het tweede laboratorium van de National Advisory Committee for Aeronautics (NACA) en werd vernoemd naar de fysicus Joseph Sweetman Ames. Toen het NACA in 1958 werd opgeheven, werd het Ames Research Center overgedragen aan NASA. Oorspronkelijk werd er windtunnelonderzoek uitgevoerd naar de aerodynamica van propellervliegtuigen, maar later is het ARC zich gaan bezighouden met ruimtevaart en informatietechnologie.

## Bekende onderzoekers
Joan Feynman (1927 –  2020) werkte daar en dit onderzoek aan eruptie van de zon, totdat er in de jaren 1970 geldproblemen ontstonden en vrouwen als eerste ontslagen werden. 